# Scoglio della Malghera
Lo Scoglio della Malghera è un piccolo isolotto del Lago Maggiore.

## Descrizione

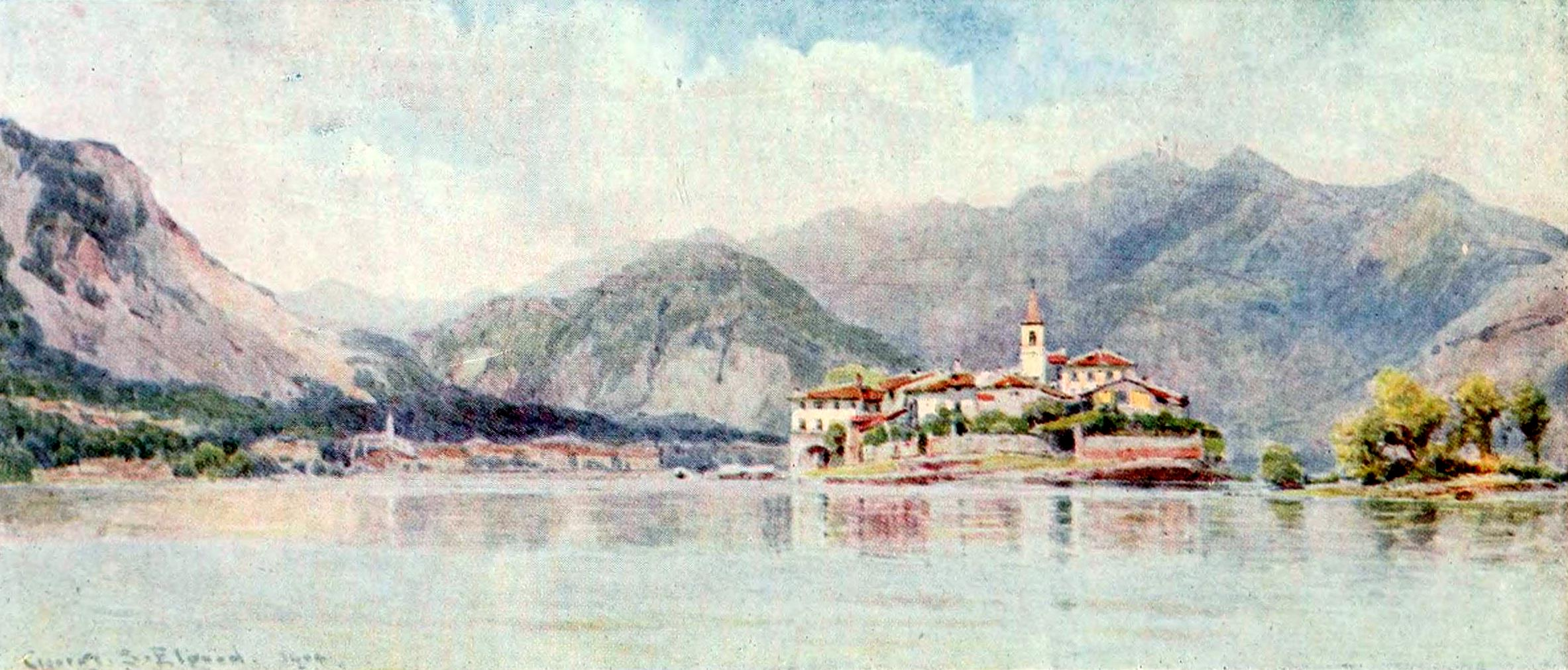
Frank Fox, Isola dei Pescatori accanto all'estrema destra lo Scoglio della Malghera (1918)

Lo scoglio è collocato a metà strada tra l'Isola Bella e l'Isola dei Pescatori, nel comune di Stresa. Appartiene all'arcipelago delle isole Borromee ed è disabitato.
Raggiungibile via barca, possiede anche una piccola spiaggia su cui si rifugiano i gabbiani del lago ed è per metà ricoperto di vegetazione. Talora viene chiamato come Isolino degli Innamorati per la sua piccola e romantica spiaggia.